# Kóka, Pesta
Kóka  este un sat în districtul Nagykáta, județul Pesta, Ungaria, având o populație de 4.391 de locuitori (2011). 

## Demografie
Componența etnică a satului Kóka
     Maghiari (94,83%)
     Romi (3,85%)
     Necunoscut (0,38%)
     Alții (0,94%)
Componența confesională a satului Kóka
     Romano-catolici (63,54%)
     Fără religie (10,32%)
     Reformați (5,6%)
     Atei (1,07%)
     Necunoscută (18,56%)
     Alte religii (2,37%)
Conform recensământului din 2011, satul Kóka avea 4.391 de locuitori. Din punct de vedere etnic, majoritatea locuitorilor (94,83%) erau maghiari, cu o minoritate de romi (3,85%). Apartenența etnică nu este cunoscută în cazul a 0,38% din locuitori.  Din punct de vedere confesional, majoritatea locuitorilor (63,54%) erau romano-catolici, existând și minorități de persoane fără religie (10,32%), reformați (5,6%) și atei (1,07%). Pentru 18,56% din locuitori nu este cunoscută apartenența confesională.